# Cadaba linearifolia
Cadaba linearifolia là một loài thực vật có hoa trong họ Capparaceae. Loài này được (J.Graham) M.R.Almeida mô tả khoa học đầu tiên năm 1996.